# Carlos Gustavo Álvarez
Carlos Gustavo Álvarez Guzmán (Bogotá, 1 de enero de 1957) es un escritor, periodista y compositor colombiano. Su carrera se ha destacado por sus contribuciones en diversos medios de comunicación en Colombia, incluyendo su trabajo en El Tiempo Casa Editorial, la publicación de libros y su ejercicio de más de 40 años como columnista de opinión, especialmente en periódicos como el diario económico Portafolio y El Colombiano.

## Biografía y carrera profesional

### Trayectoria como periodista y columnista
Álvarez inició su trayectoria en el periodismo a la edad de 22 años, al integrarse al equipo del periódico El Tiempo. En el transcurso de dos años, Álvarez fue promovido a director de Elenco, revista de entretenimiento que cubría los temas de la televisión en Colombia. Posteriormente, asumió responsabilidades como editor cultural de El Tiempo y editor de la Edición Dominical del mismo diario. También desempeñó roles de editor en la Revista Credencial y de subdirector en la revista Cromos.
Entre julio de 1992 y enero de 1994, mientras era editor de la Edición Dominical de El Tiempo, publicó columnas de análisis centradas en temas de Bogotá. En abril de 1994, comenzó a ofrecer comentarios en el segmento “Cuarto de Hora” del programa La Luciérnaga de Caracol Radio. Desde julio de 1997, escribió una columna quincenal en El Colombiano de Medellín, que pasó a publicarse semanalmente hasta enero de 2001.
El 21 de mayo de 2021 concluyó una década como columnista en el diario económico Portafolio, donde también fue autor del blog 507 Palabras.
Álvarez ha compilado parte de su trabajo en varios libros, entre los que se destacan Tome pa’ que lleve el libro (con prólogo de Daniel Samper Pizano y las ilustraciones del caricaturista Mheo, que publica su trabajo en El País y El Espectador), La libertad en el encierro: reflexiones en tiempos difíciles (columnas publicadas entre 2020 y 2021) y, en noviembre de 2024, Para escribir he vivido, que reúne 56 columnas escritas durante siete meses.
Álvarez ha citado entre sus referencias, en el género de la columna periodística, a escritores como Enrique Santos Calderón, Roberto Posada García-Peña, Antonio Panesso Robledo y José Salgar. En el ámbito del humor periodístico, ha citado entre sus referencias a Lucas Caballero Calderón, Álvaro Salom Becerra y el escritor estadounidense Art Buchwald, además del ya mencionado Daniel Samper Pizano.

### Facetas como guionista y compositor
Además de su labor periodística, Álvarez ha incursionado en la escritura de guiones y la composición musical. Es autor de los guiones de la telenovela Calamar, emitida por Caracol Televisión, y de varios capítulos de la serie de televisión Don Camilo, en trabajo conjunto con Bernardo Romero Pereiro para la programadora Coestrellas, basada en la obra de Giovanni Guareschi.
Álvarez también escribió ¡CHEF! El amor es el mejor ingrediente, un libro que adaptó al formato de radionovela.  En el ámbito musical, Álvarez ha producido varios álbumes y temas, destacando por su enfoque en la música digital y la diversidad de sus composiciones, como una versión especial del Padrenuestro grabada para vídeo en la Catedral de sal de Zipaquirá. 

### Libros para EPM Bogotá
Fernando Panesso Serna, diplomático y exgobernador de Antioquia, quien fue encargado de crear EPM Bogotá como una extensión de las Empresas Públicas de Medellín en Bogotá, incluyó los libros de Álvarez en una colección especial de la compañía y como un aporte cultural a la capital de Colombia. El primero de ellos fue Bogotá de Memoria, serie de crónicas y artículos realizados por Álvarez con personajes como el expresidente de Colombia Alfonso López Michelsen, la actriz y promotora teatral Fanny Mikey y el arquitecto Rogelio Salmona, entre otros. Posteriormente se publicó Paisas en Bogotá, un relato del papel de los antioqueños que incidieron en la historia de la ciudad e hicieron aportes importantes a Bogotá, como José María Sierra Sierra (Pepe Sierra), Fernando Botero, León de Greiff y Gabriel Ochoa Uribe, entre otros. El libro se publicó con el prólogo del expresidente de la república Belisario Betancur. La colección se completó con el libro La vuelta a Bogotá en un poco más de 500 años. 
En el año 2022, Álvarez y Fernando Panesso Serna retomaron la historia de los antioqueños en Bogotá mediante el libro Bandeja de Historia Paisa en Bogotá, que incluyó una historia especial del Barrio Santafé (Los Mártires), y una crónica sobre el fundador de la Feria Internacional del Libro de Bogotá, el antioqueño Jorge Valencia Jaramillo, entre otros contenidos.

## Obras Publicadas
- Cuatro narradores colombianos (Ramón Illán Bacca, Roberto Burgos Cantor, Julio Olaciregui y Carlos Gustavo Álvarez), Colección Literaria Fundación Simón y Lola Guberek, (1984).
- Narrativa colombiana contemporánea (antología: Alonso Aristizábal), Cámara de Comercio de Bogotá (1984)
- Antología de Lecturas Amenas (selección de Darío Jaramillo Agudelo, Editorial La Rosa) - 1986
- Siete lecciones espirituales (1999)
- Bogotá de Memoria (2002)
- Paisas en Bogotá (2003, 2004, 2005)
- La vuelta a Bogotá en un poco más de 500 años (2006)
- Lilian Simbaqueba: historia de una voluntad (2006)
- Angelita (2008)
- En boca cerrada (2009)
- Regálame una mascota (2010)
- La increíble historia de Noel Rodríguez C. (2011)
- Lecciones financieras de Mamá (2012)
- Tome pa’ que lleve el libro (2016)
- Los rostros de la palma (escrito para Fedepalma, 2016)
- Muy breve es la vida (poemas, versión en español y en francés) - 2017
- ¡Chef! (2018)
- Relato de mi destino (la vida de Fernando Panesso Serna, coautoría con Iván Beltrán) - 2019
- La libertad en el encierro (2020)
- El Rey que descubrió su Majestad (2021)
- Bandeja de Historia Paisa en Bogotá (coautoría con Fernando Panesso Serna) - 2022
- El viaje en que se supo casi todo (2023)
- Para escribir he vivido (2024)